# Эскадрон
Эскадро́н (от лат. exquadra — четырёхугольный боевой строй; фр. escadron — рой, стая) — тактическая и административная единица, подразделение в кавалерии численностью 120..160 коней (≈ батальон., диапазон: рота..полк).
Если эскадрон отдельный, то воинская часть (полк). Чуть меньшей тактической единицей был полуэскадрон (половина эскадрона), состоящий из 60—80 всадников. В русской коннице до 1882 года двум соединенным эскадронам присваивалось название Дивизион. Сейчас в некоторых вооруженных формированиях (например, в английских) эскадрон  - разведывательное формирование броневых и танковых войск. В вооружённых силах Франции фр. Escadron, в немецких нем. Eskadron, в английских англ. Squadron. Ранее в Южной и Западной России конная рота именовалась — Шкадрон, Швадро́н.

## История
Впервые эскадроны появились в эпоху Карла V. Их построение вначале было в 17 шеренг, но впоследствии число шеренг было уменьшено до 6 (в эпоху религиозных войн во Франции), до 5 (при Генрихе IV), до трёх (при Густаве II Адольфе) и, наконец, до двух (при Фридрихе Великом).
Первоначально эскадроны делились на различное число рот и состояли из нескольких сотен коней; практика показала, однако, что большой численный состав эскадронов затрудняет управление ими в бою, уменьшает быстроту движения при атаке и, увеличивая длину фронта, ослабляет поворотливость; поэтому к началу XX века эскадроны везде состояли из 120−150 коней.
В Русской императорской армии численность эскадронов была принята в 128 коней; эскадроны делились на два полуэскадрона и четыре взвода, по 16 рядов в каждом. Ряд составляет всадник 1-й шеренги и всадник 2-й шеренги, смотрящий ему в затылок. Если шеренга одна, то ряд называется глухой. Три ряда составляют отделение (6 всадников)
Маршевые эскадроны, отправляемые в военное время на укомплектование полков действующей армии из запасных кавалерийских частей, имеют по 160 коней, то есть по 20 рядов во взводе.
Эскадроны соединялись в полки, от четырёх до 6 в каждом конном формировании.
В Российской империи в кирасирских полках было по 4 эскадрона, во всех остальных — по 6; кроме того, имелись отдельные дивизионы, в составе двух эскадронов каждый.
В казачьих и милиционных войсках эскадрону соответствовала сотня.
В Первую мировую войну кавалерийские полки Антанты и Центральных держав состояли из 4−6 эскадронов.
В СССР эскадрон был организационной и тактической единицей в коннице РККА, состоящей обычно из 3—4 взводов. Эскадроны были сабельные и пулемётные или конно-пулемётные (с феврале 1921 года введён в кавалерийских полках; на вооружении 20 пулемётов). Несколько эскадронов составляли кавалерийский полк или дивизион.
После того как в Великобритании и США кавалерийские части стали танковыми, в них по традиции сохранились эскадроны. Эскадроны в этих странах существуют также в частях специального назначения.

## Типы
Эскадроны в РККА были:
- сабельные;
- пулемётные или конно-пулемётные;
- отдельные зенитно-пулемётные;
- отдельные химические;
- отдельные эскадроны связи;
- отдельные сапёрные;
- отдельные автотранспортные;
- и другие.